# Rhyacia schistochroa
Rhyacia schistochroa är en fjärilsart som beskrevs av Kovacs och Zoltan Varga 1973. Rhyacia schistochroa ingår i släktet Rhyacia och familjen nattflyn. Inga underarter finns listade.